# Purcăreni (okręg Braszów)
Purcăreni (węg. Pürkerec) – wieś w Rumunii, w okręgu Braszów, w gminie Tărlungeni. W 2011 roku liczyła 1394 mieszkańców.